# Hiccoda diluta
Hiccoda diluta là một loài bướm đêm trong họ Noctuidae.